# John Stuart (actor)
John Stuart, născut John Alfred Louden Croall, (n. 18 iulie 1898, Edinburgh, Regatul Unit al Marii Britanii și Irlandei – d. 17 octombrie 1979, Londra, Anglia, Regatul Unit) a fost un actor scoțian, care a fost popular în filmele mute britanice în anii 1920 regizat de Alfred Hitchcock. Primul său film sonor, Kitty (1929), a fost o producție de succes.

## Filmografie (selecție)
- The Lights of Home (1920)
- Her Son (1920)
- The Great Gay Road (1920)
- Land of My Fathers (1921)
- Sinister Street (1922)
- Compelled (1960)
- Pit of Darkness (1961)
- Danger by My Side (1962)
- Paranoiac (1963)
- The Scarlet Blade (1964)
- Young Winston (1972)
- Royal Flash (1975)
- Superman (1978)